# Agave ×peacockii
Agave ×peacockii ist eine Pflanzenart aus der Gattung der Agaven (Agave). Ein englischer Trivialname ist „Peacock´s Agave“.

## Beschreibung
Agave ×peacockii wächst einzeln. Die variabel angeordneten, dicken steifen, linealischen bis lanzettförmigen, bläulichen bis grünen Blätter sind 60 bis 145 cm lang und 10 bis 16 cm breit. Die oberen und unteren Blattseiten sind unterschiedlich geformt. Die faserigen, hornigen Blattränder sind flexibel gezahnt. Der kräftige braune bis graue Enddorn ist 2,5 bis 7 cm lang.
Der rispige, traubige Blütenstand wird bis 2,30 m hoch. Die gelben Blüten erscheinen einzeln oder in Büscheln und sind 48 bis 55 mm lang. Die breite Blütenröhre ist bis 4 mm lang.
Die länglichen dreikammerigen Kapselfrüchte sind 25 bis 30 mm lang und 12 bis 14 mm breit.
Die Blühperiode reicht von April bis Mai.

## Systematik und Verbreitung
Agave ×peacockii wächst in Mexiko in Hidalgo, Puebla und Oaxaca an trockenen Kalksteinhängen, in Waldland von 1000 bis 1800 m Höhe. Sie ist vergesellschaftet mit Sukkulenten und Kakteenarten.
Die Erstbeschreibung durch George Croucher ist 1873 veröffentlicht worden. Synonyme sind Agave ghiesbreghtii var. peacockii Terracciano, Agave roezliana var. peacockii Trel.
Agave ×peacockii ist ein Vertreter der Gruppe Marginatae. Die Art ist per Vorschlag eine Naturhybride zwischen den sympatrischen Agave marmorata und Agave kerchovei. Charakteristisch sind die intermediären Blütenstände, die sowohl Merkmale der Untergattung Littaea als auch der  Untergattung Agave aufweisen. Die Art wird im Botanischen Garten Huntington in San Marino in Kalifornien kultiviert.